# ヘルマン・ムース

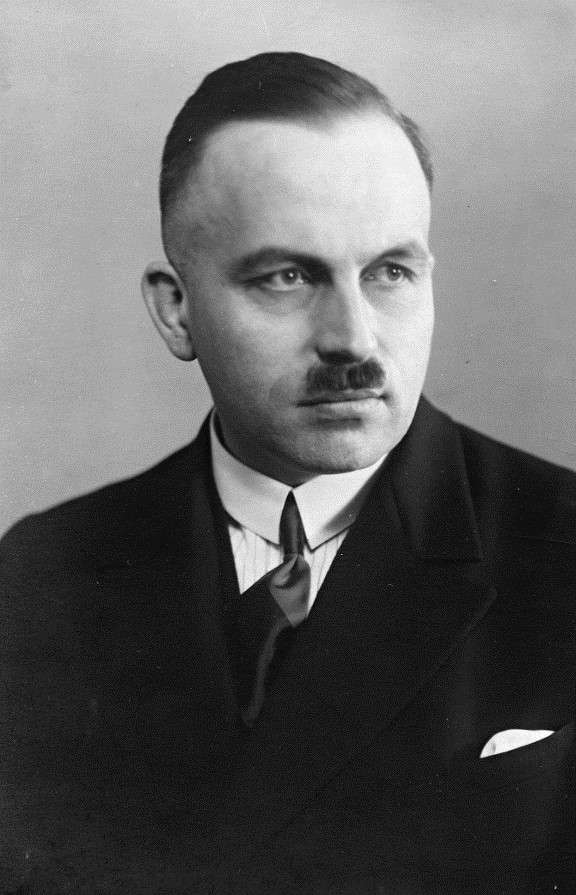
ヘルマン・ムース(1933年)

ヘルマン・ムース（Hermann Muhs、1894年5月16日 - 1962年4月13日）は、ドイツ国の政治家。ヒトラー内閣の宗教相代行を務めた。

## 生涯
第一次世界大戦後にゲッティンゲン大学で法律学を学び、1922年に卒業した。その後は法律事務所を開設し、1929年にナチ党に入党した。1930年からはプロイセン州議会議員、1933年からはヒルデスハイム市長をそれぞれ務めた。
1935年からは宗教省次官を務めたが、ムースの言動や宗教に対する無知ぶりは、教会との軋轢を生むこととなった。
親衛隊と教会を切り離すことを望んでいたハインリヒ・ヒムラーの命を受け、ムースは1941年に執り行われたカール・ヨーゼフ・シュルト大司教の葬儀に、親衛隊のユニフォーム姿で参加した。ムースは親衛隊上級大佐にまで昇進した後、親衛隊からは追放されることとなったが、ハンス・ケルルの死後は、1945年まで宗教相代行の地位にあった。
終戦後は非ナチ法廷で「軽犯罪者」として有罪判決を受け、出所後は弁護士に復帰してゲッティンゲンで死去した。